# Szczepan Rybak
Szczepan Rybak ps. "Jeż" (ur. 6 grudnia 1908 w Wesołej pod Kępnem, zm. 17 stycznia 1945 w Żabikowie) – leśnik, żołnierz AK.

## Życiorys
Urodził się w rodzinie leśnika Stanisława i Rozalii (z domu Błaszczyk). Szkołę powszechną ukończył w Zgorzelcu. Naukę kontynuował w majątku Siemianice pod Kepnem, gdzie nabywał doświadczenia w zawodzie leśnika a po praktyce zatrudnił się jako gajowy. 4 kwietnia 1935 przyjął posadę gajowego w leśniczówce Janowo w pobliżu wsi Gułtowy, w prywatnych lasach hrabiego Adolfa Bnińskiego.

## Działalność konspiracyjna
Zmobilizowany w sierpniu 1939, dostał przydział jako dowódca kompanii karabinów maszynowych w 69 pp. Uczestniczył w bitwie nad Bzurą oraz obronie Warszawy, w trakcie której został ranny.
Po powrocie do Janowa wznowił pracę gajowego, tu też nawiązał kontakt z plutonowym Wawrzyńcem Chałupką z miejscowego oddziału Armii Krajowej. Jego zaprzysiężenie nastąpiło jesienią 1941 roku, dokonał porucznik Alfred Furmański. Od 1942 szef łączności w średzkim obwodzie AK.
W nocy z 14 na 15 września 1943 uczestniczył w zrzucie broni dla oddziałów AK w ramach akcji "Riposta". Był odpowiedzialny za stanowisko zrzutowe "Proso 2", które znajdowało się na skraju lasu niedaleko leśniczówki w Janowie. Pomimo udanego przejęcia zrzuconych zasobników o akcji dowiedziała się niemiecka policja (podchodzący do zrzutowiska samolot został zauważony przez obsługę gułtowskiej stacji kolejowej). Już dzień po zrzucie Rybak został ostrzeżony o planowanej akcji pościgowej niemieckiej policji z Nekli. Ukrywał się w pobliskich miejscowościach Kolonach, Wysławicach, Bagrowie i Garbach.
Został aresztowany w kwietniu 1944 i poddany śledztwu w poznańskim Domu Żołnierza. Później osadzony w obozie w Żabikowie, gdzie został rozstrzelany.